# Natalie Dreyfuss
Natalie Dreyfuss (25 febbraio 1987) è un'attrice statunitense.
È la figlia di Kathy Kann, che ha lavorato a Hollywood, e dell'attore Lorin Dreyfuss, fratello del più famoso Richard Dreyfuss.
È conosciuta per i suoi ruoli nelle serie televisive Burn Notice - Duro a morire, The Shield, La vita segreta di una teenager americana e la serie tv The Flash.

## Filmografia

### Cinema
- Felice e vincente (Let It Ride), regia di Joe Pytka (1989) - non accreditato
- Il mistero delle pagine perdute - National Treasure (National Treasure: Book of Secrets), regia di Jon Turteltaub (2007)
- 33 Griffin Lane, regia di Todd S. Kniss (2008)
- Childless, regia di Charlie Levi (2008)
- Excision, regia di Richard Bates Jr. (2012)
- Smashed, regia di James Ponsoldt (2012) - non accreditato

### Televisione
- Burn Notice - Duro a morire (Burn Notice) – serie TV, episodio 1x03 (2007)
- Life – serie TV, episodio 1x02 (2007)
- La tata dei desideri (The Nanny Express), regia di Bradford May – film TV (2008)
- Rita Rocks – serie TV, 40 episodi (2008-2009)
- The Shield – serie TV, episodio 7x09 (2008)
- Lie to Me – serie TV, episodio 2x21 (2010)
- Glory Daze – serie TV, 7 episodi (2010-2011)
- Weeds – serie TV, episodio 7x11 (2011)
- New Girl – serie TV, episodio 1x18 (2012)
- Dr. House - Medical Division (House M.D.) – serie TV, episodio 8x21 (2012)
- La vita segreta di una teenager americana (The Secret Life of the American Teenager) – serie TV, 11 episodi (2012-2013)
- True Blood – serie TV, episodi 6x04-6x05 (2013)
- My Synthesized Life – serie TV, episodio 1x02 (2013)
- We Are Men – serie TV, episodio 1x08 (2013)
- Aim High – serie TV, 10 episodi (2013)
- The Human Condition – serie TV, episodio 1x04 (2013)
- The Originals – serie TV, 6 episodi (2014-2015)
- 2 Broke Girls – serie TV, episodio 4x02 (2014)
- Clipped – serie TV, episodio 1x07 (2015)
- Secs & Execs, regia di Stan Zimmerman  – film TV (2017)
- Baby Daddy – serie TV, episodio 6x01 (2017)
- Still the King – serie TV, 7 episodi (2017)
- Will & Grace – serie TV, episodio 9x04 (2017)
- Wisdom of the Crowd - Nella rete del crimine – serie TV, episodio 1x08 (2017)
- Il ragazzo dei miei sogni (The Dating List), regia di David I. Strasser – film TV (2019)
- Poison Pen Pal – film TV, regia di Danny J. Boyle (2020)
- Come ti organizzo il Natale (Falling for Christmas), regia di Jessica Harmon – film TV (2021)
- Istantanea d'amore (Snapshot of Love), regia di David I. Strasser  – film TV (2022)
- The Flash – serie TV, 12 episodi (2020-2022)

### Cortometraggi
- The Offspring: Kristy, Are You Doing Okay?, regia di Lex Halaby (2008)
- The First Date, regia di Janella Lacson (2012)
- Bedtime Story, regia di Kevin Alejandro (2018)

## Doppiatrici italiane
Nelle versioni in italiano delle opere in cui ha recitato, Natalie Dreyfuss è stata doppiata da:
- Eva Padoan in Burn Notice - Duro a morire
- Laura Latini in Lie To Me
- Gemma Donati in Dr. House - Medical Division
- Giuppy Izzo in The Originals
- Eleonora Reti in The Flash
- Giovanna Nicodemo in Il ragazzo dei miei sogni

## Web
- Whatever (2000)
- Connected (2007)
- My Synthesized Life (2013)

## Video musicali
- Kristy, Are You Doing Okay? dei The Offspring (2009)